# Lézerfegyverrendszer

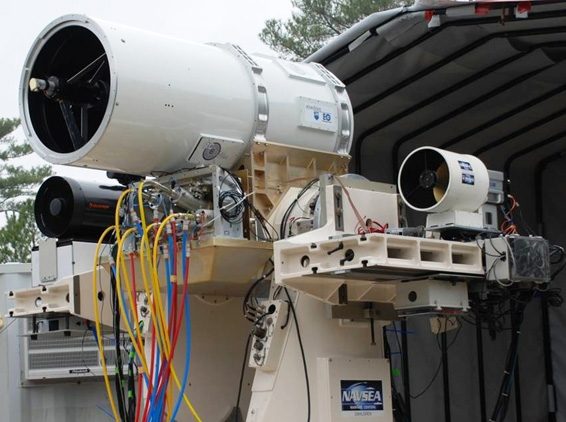

A lézerfegyverrendszer (angolul: Laser Weapon System vagy LaWS) egy irányított energiafegyver, amit az 
Amerikai Egyesült Államok Haditengerészete fejlesztett ki. A fegyvert a USS Ponce fedélzetén helyezik üzembe 2013 második felében vagy 2014 elején.
2010-ben a Kratos Defense & Security Solutions 11 millió amerikai dollárt kapott szerződés szerint, hogy
kifejlessze a lézerfegyverrendszer (LaWS) technológiát.
A tervezett használata a lézerfegyverrendszernek a hajóvédelem, valamint UCAV gépek és hajótámadások ellen tervezték.